# Jakub Mazan
Jakub Mazan (11 agosto 1992) è un ex giocatore di football americano polacco, che ha giocato come wide receiver.
Dopo aver giocato per gli Angels Toruń si trasferisce nel 2015 ai Seahawks Gdynia e nel 2020 ai Panthers Wrocław. Torna per una stagione agli Angels, poi nuovamente ai Panthers (ad eccezione della stagione 2023, nella quale annuncia il ritiro - dal quale rientra per una stagione nel 2024).

## Palmarès
- 2 Polish Bowl (Seahawks Gdynia, 2015; Panthers Wrocław, 2020)